# Sweet Emotion
"Sweet Emotion" é uma canção da banda estadunidense Aerosmith, lançada em 1975 em seu terceiro álbum de estúdio, Toys in the Attic, pela Columbia Records. Foi lançada como single em 19 de maio de 1975. Deu início a uma série de sucessos e de grande sucesso para a banda, que continuaria pelo restante da década de 1970. A canção foi composta pelo vocalista Steven Tyler e pelo baixista Tom Hamilton, produzida por Jack Douglas e gravada no estúdio Record Plant.
"Sweet Emotion" continua sendo uma faixa essencial tanto do rock clássico quanto da discografia do Aerosmith, assim como de suas apresentações ao vivo. Em 2004, a revista Rolling Stone classificou "Sweet Emotion" em 416.º lugar em sua lista das 500 melhores canções de todos os tempos.